# Dominic Gilbert
Dominic Gilbert (Hong Kong, 28 settembre 1996) è un cestista australiano con cittadinanza croata.

## Palmarès
- Campionato croato: 2

Cibona Zagabria: 2018-19
Zara: 2024-25
- Coppa di Croazia: 1

Zara: 2020